# Mladeč jeskyně
Mladeč jeskyně je železniční zastávka v Mladči v Olomouckém kraji. Leží v km 4,753 neelektrizované jednokolejné železniční trati Litovel předměstí – Mladeč mezi stanicemi Litovel předměstí a Mladeč. V jízdním řádu pro rok 2025 ji obsluhují pravidelné osobní vlaky Českých drah na lince M42 ve směru Mladeč nebo Červenka. Provozovány jsou tři páry osobních vlaků denně, avšak pouze o víkendech a svátcích v době turistické sezóny (od dubna do října). Zastávka je pojmenována po nedalekých Mladečských jeskyních, které jsou cílem mnohých turistů, kteří železniční spojení využívají.

## Historie
Trať vedoucí kolem Mladče byla uvedena do provozu 1. srpna 1914. Při její stavbě hrála podstatnou roli mladečská vápenka, v jejímž areálu se nachází konečná stanice Mladeč, a která trať využívá pro převoz materiálu. V letech 1998–2006 zde byla pozastavena osobní přeprava. V letech 2010–2012 došlo k dalšímu přerušení provozu, oficiálně kvůli rekonstrukci jeskyní. V roce 2021 se kvůli malému využití uvažovalo o zakonzervování tratě, nebo dokonce i o zrušení.

## Poloha
Zastávka leží asi 500 m jihozápadně od mladečské návsi ve svahu nad obcí. U zastávky ve směru do stanice Mladeč trať kříží místní komunikaci. Jedná se o železniční přejezd P6693. Vstup do jeskyní se nachází vzdušnou čarou asi 400 m severně. Pěšky je cesta dlouhá asi 750 m.

## Popis
Zastávka je zařazena do Integrovaného dopravního systému Olomouckého kraje. Skládá se z jediného nástupiště. Pro cestující je k dispozici přístřešek. Zastávka není bezbariérově přístupná. Na místě není možné zakoupit jízdenku a k odbavení cestujících dochází ve vlaku.